# Beinwil (Argovie)
Pour les articles homonymes, voir Beinwil.
Beinwil est une commune suisse du canton d'Argovie dans le district de Muri.

Vue aérienne (1952)